# Aaron McCusker
Aaron McCusker (Portadown, 26 novembre 1978) è un attore britannico.

## Filmografia

### Cinema
- The Ticking Man (2003)
- Shooting for Socrates (2014)
- Loss - cortometraggio (2014)
- Secret Child: The Bridge - cortometraggio (2018)
- Final Score (2018)
- Bohemian Rhapsody (2018)[1]

### Televisione
- Murder - serie TV, 4 episodi (2002)
- Ultimate Force - serie TV, episodio 1x05 (2002)
- La banda dei brocchi (The Rotters' Club), adattamento cinematografico in tre episodi (2005)
- Metropolitan Police (The Bill) - serie TV, episodio 22x22 (2006)
- Shameless - serie TV, 108 episodi (2007–2013)
- Demons - serie TV, episodio 1x02 (2009)
- Dexter - serie TV, episodi 8x04 - 8x05 (2013)
- Testimoni silenziosi (Silent Witness), serie TV, 2 episodi (2014)
- 24: Live Another Day - serie TV, episodio 1x09 (2014)
- Fortitude - serie TV, 8 episodi (2015)[2]
- The Astronaut Wives Club - serie TV, 10 episodi (2015)
- Castle - serie TV, episodio 8x18 (2016)

## Doppiatori Italiani
- Marco Vivio in Castle, Marcella
- Emilio Mauro Barchiesi in Final Score
- Gabriele Tacchi in Bohemian Rhapsody